# Kuroda Yoshitaka
Kuroda Yoshitaka (黒田 孝高?; 22 dicembre 1546 – 19 aprile 1604) è stato un daimyō giapponese del periodo Sengoku appartenente al clan Kuroda.
Conosciuto anche come Kuroda Kanbei (黒田 官兵衛?), è ricordato come un uomo di grande ambizione, e fu tra i principali strateghi e consiglieri di Toyotomi Hideyoshi. Kuroda divenne cristiano quando aveva 38 anni e ricevette Simeon Josui come nome battesimale. Il suo spirito arguto, coraggioso e leale era molto rispettato dai suoi samurai.

## Primi anni
Kuroda Yoshitaka nacque a Himeji il 22 dicembre 1546, figlio di Kuroda Mototaka. Si pensa che il clan Kuroda abbia origine nella provincia di Ōmi. Il nonno di Yoshitaka, Shigetaka, portò la propria famiglia da Himeji e prese residenza presso il castello di Gochaku (御着城?), a est del castello di Himeji.
Shigetaka era un servitore anziano di Kodera Masamoto, signore di Himeji, e fu così tanto lodato che al figlio di Shigetaka, Mototaka, fu permesso di sposare la figlia adottiva di Masamoto e di usare il cognome Kodera. Quando suo padre Mototaka morì, Yoshitaka divenne il capo della famiglia Kuroda all'età di 21 anni.

## Carriera militare
Yoshitaka succedette al padre nel 1567, lo stesso anno in cui partecipò all'assedio di Inabayama, quando Oda Nobunaga sconfisse il clan Saitō della provincia di Mino. Qualche anno dopo assieme a Toyotomi Hideyoshi guidò l'avanguardia del clan Oda durante l'invasione della regione di Chūgoku e giurò fedeltà agli Oda. Yoshitaka, assieme al debole Takenaka Hanbei, servì come stratega e assistente di Hideyoshi durante la campagna contro il clan Mōri.

## Prigionia
Nel 1577, il signore del castello di Arioka/Itami e vassallo di Oda Nobunaga, Araki Murashige, si alleò con i Mōri e si rivoltò contro il clan Oda nella provincia di Settsu. Anche un altro alleato, Kodera Masamoto, complottò contro gli Oda segretamente con gli Araki. A quel punto Yoshitaka si recò nel castello di Arioka intercedere sugli Araki per non diventare un disertore contro gli Oda, era il 1578, ma venne fatto prigioniero. Tuttavia la rivolta degli Araki si concluse con l'assedio di Itami (1579) e la liberazione di Yoshitaka. Tuttavia la lunga prigionia, con poco spazio per dormire e sedersi, indebolì molto Yoshitaka che gli creò un problema a una gamba e perse la vista in un occhio.

## Servitore di Hideyoshi
Nel 1585 seguì Hideyoshi nella campagna di Shikoku. Poco prima del 1587 Hideyoshi ordinò a Yoshitaka di condurre un'invasione nell'isola di Kyūshū. Gli venne affiancato il daimyō cristiano Takayama Ukon. 
Dopo aver visto la fiorente popolazione cristiana del Kyūshū, sotto l'influenza di Ukon, Yoshitaka fu battezzato con il nome di Don Simeon (ドン·シメオン?, Don Shimeon). Dopo una visita al porto controllato da gesuiti di Nagasaki Hideyoshi si spaventò della potente influenza esercitata dai gesuiti e dai daimyō cristiani e nel 1587 fece il suo famoso editto che espulse i missionari stranieri e ordinò a tutti i samurai cristiani sotto il suo dominio abbandonare la loro fede. Mentre Ukon resistette all'editto e perse il suo status, Yoshitaka rinunciò alla sua nuova religione e divenne monaco chiamandosi Josui  (如水?). Come Naitō Joan (che prese il suo nome dal portoghese Joāo), si crede che Yoshitaka abbia scelto il suo nuovo nome dal portoghese "Josué".
Il suo atto più importante durante il breve periodo da cristiano fu il suo accordo per salvare una missione gesuitica della provincia di Bungo quando il daimyō Cristiano di quella provincia, Ōtomo Sōrin, era sotto attacco del clan Shimazu.

## Personalità
Si pensa che Yoshitaka fosse allo stesso tempo temuto da Hideyoshi, nonostante i suoi tentativi di sottostimare la sua intelligenza e influenza. Si presume che il timore di Hideyoshi fosse dovuto al suo schiacciante debito con Yoshitaka che lo aveva aiutato a regnare su tutto il paese come stratega delle ombre. Dato tale potere Hideyoshi avrebbe potuto temere di essere rovesciato da Yoshitaka. Inoltre Yoshitaka aveva una forte amicizia con Sen no Rikyū, noto come il fondatore della cerimonia del tè giapponese "wabi-cha", che fu successivamente messo a morte dallo stesso Hideyoshi.
Kuroda era una persona frugale e vendette equipaggiamenti militari e oggetti personali ai suoi vassalli. Risparmiò abbastanza denaro per pagare mercenari nella battaglia di Sekigahara a causa della sua condotta parsimoniosa. 
Le sue ultime parole furono: "Non cercare di ottenere il favore degli altri e non desiderare ricchezza". Durante il regno di Hideyoshi fu anche coinvolto nel progetto per la costruzione di importanti castelli: il castello di Himeji, il castello di Nagoya, il castello di Osaka e il castello di Hiroshima.

## Ultimi anni
Dopo la morte di Hideyoshi nel 1598 si avvicinò a Tokugawa Ieyasu poiché i suoi contrasti con Ishida Mitsunari erano forti. Durante la campagna coreana del 1597-98 i progressi furono marginali spingendo Hideyoshi a inviare Ishida Mitsunari a ispezionare le forze di spedizione. Ishida aveva accusato Kobayakawa Hideaki di incompetenza, un'accusa che costrinse Hideaki al ritorno in patria e che infangava indirettamente l'onore di Yoshitaka. Inoltre Mitsunari aveva lasciato alcuni commenti sprezzanti sia su Yoshitaka che su suo figlio Nagamasa. Nel 1600, quindi, i Kuroda si schierarono con i Tokugawa; Nagamasa andò a servire nell'esercito di Ieyasu mentre Yoshitaka guidò una forza per combattere nell'isola di Kyūshū durante la battaglia di Ishigakibara. Yoshitaka riuscì a unirsi con Katō Kiyomasa (che deteneva un considerevole potere a Higo) e insieme conquistarono diversi castelli affiliati alle forze "occidentali" nelle provincie di Bungo e Chikuzen. Si stavano preparando ad invadere le terre del clan Shimazu quando la guerra finì.
Dopo la vittoria a Sekigahara, Yoshitaka si ritirò, anche se in seguito usò la sua influenza politica per salvare la vita di Ōtomo Yoshimune e aiutò gli Shimazu a mantenere il loro dominio.
Yoshitaka morì il 19 aprile 1604 e gli succedette il figlio Nagamasa. La sua tomba si trova presso l'area Namazuta a Iizuka, vicino al sito originale del castello di Namazuta.

## Le otto tigri di Kuroda
Le otto tigri di Kuroda (黒田八虎, Kuroda Hakko) furono otto importanti generali che servirono Yoshitaka.
- Inoue Yukifusa (井上之房, 1554－1634）
- Kuriyama Toshiyasu (栗山利安, 1550-1631)
- Kuroda Kazushige (黒田一成, 1571-1656)
- Kuroda Toshitaka (黒田利高, 1554-1596)
- Kuroda Toshinori (黒田利則, 1561-1612)
- Kuroda Naoyuki (黒田直之, 1564-1609)
- Gotō Mototsugu (後藤基次, 1565-1615)
- Mori Tomonobu (母里友信, 1556-1615)

## Nella cultura di massa
È stato interpretato da Tadanobu Asano nel film del 2023 Kubi.